# 321

## Nașteri
- Valentinian I (Flavius Valentinianus), împărat roman, din 364 (d. 375)